# Lamento de la ninfa
El Lamento de la ninfa (Lamento Della Ninfa) es uno de los más célebres madrigales del compositor italiano Claudio Monteverdi. Forma parte del octavo libro de madrigales, denominado Madrigales guerreros y amorosos (Madrigali guerrieri, et amorosi con alcuni opuscoli in genere rappresentativo, che saranno per brevi episodi fra i canti senza gesto), recopilación de 1638 que fue dedicada al emperador Fernando III de Habsburgo. Está compuesto para soprano, dos tenores, un bajo y bajo continuo, y el texto está basado en una canzonetta  de Ottavio Rinuccini. Es una de las obras más famosas de Monteverdi.

## Texto
| Original en Italiano Non havea Febo ancora recato al mondo il dì, ch’una donzella fuora del proprio albergo uscì. Sul pallidetto volto scorgeasi il suo dolor, spesso gli venia sciolto un gran sospir dal cor. Sì calpestando i fiori errava or qua, or là, i suoi perduti amori così piangendo va: «Amor», dicea, e ’l piè, mirando il ciel, fermò, «Dove, dov’è la fe’ che ’l traditor giurò?» Miserella, ah più no, no, tanto gel soffrir non può. «Fa che ritorni il mio amor com’ei pur fu, o tu m’ancidi, ch’io non mi tormenti più. Non vo’ più ch’ei sospiri se non lontan da me, no, no che i martiri più non darammi affè. Perché di lui mi struggo, tutt’orgoglioso sta, che si, che si se ’l fuggo ancor mi pregherà? Se ciglio ha più sereno colei che ’l mio non è, già non rinchiude in seno amor si bella fè. Né mai sì dolci baci da quella bocca avrai, nè più soavi, ah taci, taci, che troppo il sai.» Sì, tra sdegnosi pianti, spargea le voci al ciel; così nei cori amanti mesce amor fiamma e gel. | Traducción al español Febo no había todavía revelado al mundo el día, cuando una muchacha salió de su propia casa. Sobre su pálido rostro afloraba su dolor, y a menudo provenía de su corazón un gran suspiro. Andando sobre las flores iba vagando, aquí, allá, llorando de esta manera su amor perdido: «Amor», decía, deteniendo el pie, mirando el cielo, «¿Dónde, dónde está la fidelidad que el traidor me juró?» Pobrecilla, no puede más, ay, ya no puede soportar tanto sufrimiento. «Haz que vuelva mi amor tal como antaño fue, o déjame morir, para que no sufra más. No quiero ya que él suspire sino estando lejos de mí, no, no quiero que me dé más dolores. Pues el saber que por él ardo satisface su orgullo, quizá, quizá al alejarme él, a su vez, empezará a rogarme. Si ella tiene para él más serena mirada que la mía, sin embargo no alberga en su seno un amor que sea tan fiel como el mío. Ni tendrá nunca besos tan dulces de esa boca, ni más tiernos, ay calla, calla, él bien lo sabe.» Así, entre amargas lágrimas, llenaba el cielo con su voz; así en el corazón de los amantes el amor mezcla el fuego con el hielo. |

## Comentario
Esta obra se divide en tres partes. 
En las secciones primera y tercera el trío de dos tenores y bajo se mueven en el ámbito descriptivo y contemplativo característico del madrigal tradicional. Comienzan con el relato de la joven ninfa que deja su casa para internarse en el bosque clamando desconsoladamente por su amante que la ha abandonado, y finalizan con una moraleja acerca del amor.
La parte central está protagonizada por la ninfa entonando su patético lamento, con un viraje de la tercera a la primera persona, característica del genere rappresentativo muy utilizado por Monteverdi en el octavo libro de madrigales. El carácter teatral es intensificado por las libertades rítmicas que Monteverdi concede a la cantante, “que va cantando siguiendo el tiempo del sentimiento” (“qual va cantato a tempo dell'affetto del animo”), de acuerdo a la indicación del compositor. 
Esta libertad rítmica se equilibra con el bajo ostinato, una serie de cuatro acordes descendentes (la, sol, fa, mi) que se repite a lo largo de toda esta sección, y que establece el ordenamiento armónico de toda la pieza.
A la voz de la soprano se suma el comentario de las voces masculinas, que contemplan la escena y se compadecen de la ninfa, repitiendo en forma irregular la estrofa “Miserella, ah più no, no, tanto gel soffrir non può”. De esta manera se establecen dos planos sonoros que subrayan el dramatismo de la escena.